# دوري كوريا الجنوبية لكرة القدم
دوري المحترفين الكوري الجنوبي لكرة القدم أو كي ليغ (بالكورية:K리그) هو دوري المحترفين لكرة القدم للأندية الكورية، يتنافس على الدوري 16 ناديا تعمل بنظام الهبوط، والصعود يبدأ الموسم من شهر مارس إلى شهر ديسمبر، ويلعب فيها الفريق 30 مباراة بمجموع 240 مباراة طوال الموسم.